# Deïficatie
In de christelijke theologie staat de term deïficatie (ook wel: vergoddelijking, glorificatie of theosis) voor het proces dat mensen meer op God gaan lijken. Ze worden niet letterlijk God zelf, maar krijgen eigenschappen van God, in dit leven zelf of na hun dood. Het idee heeft in de meeste christelijke stromingen een plek, maar staat vooral in de Oosters-orthodoxie centraal. Het dient niet te worden verward met de term apotheose uit de Grieks-Romeinse wereld.

## Vroege kerk
In het Nieuwe Testament staan diverse verwijzingen naar dit proces van vergoddelijking. Paulus schrijft bijvoorbeeld dat gelovigen door de opstanding deel kunnen krijgen aan het eeuwige leven (1 Korintiërs 15:42-49), dat "alles het uwe is" (1 Korintiërs 3:21-23) en dat zij "naar Gods beeld worden getransformeerd" (2 Korintiërs 3:17-18; vgl. 4:4). Ook wordt gelovigen regelmatig een vergelijkbare status als Christus toegeschreven (Romeinen 8:17; Galaten 4:7; Openbaring 21:7). De meest gebruikte bijbelverwijzing in de theologie naar het idee van vergoddelijking staat in 2 Petrus 1:4, waarin sprake is van "deel krijgen aan de goddelijke natuur".
Na de 1e eeuw keert deze zienswijze bij veel kerkvaders terug. Ireneus schreef bijvoorbeeld: "Onze Heer Jezus Christus is door zijn liefde geworden wat wij zijn, zodat hij ons kon brengen tot wat hij zelf is". Clemens van Alexandrië zei iets vergelijkbaars: "Het Woord van God is mens geworden, zodat men van een mens kan leren hoe een mens God kan worden." Veel kerkvaders sinds de 2e eeuw beweren iets dergelijks.

## Latere ontwikkelingen
De Rooms-Katholieke Kerk, de Anglicaanse Kerk en verscheidene andere protestantse denominaties hebben vergelijkbare ideeën over vergoddelijking. Deze staat echter vooral centraal in de Oosters-Orthodoxe Kerk. Hoewel de 'officiële' theologie in veel andere stromingen het begrip wel onderschrijven, kennen in de praktijk de 'gewone' gelovigen het vaak niet.